# Thorndale (Teksas)
Thorndale – miasto w Stanach Zjednoczonych, w stanie Teksas, w hrabstwie Milam.